# Halmstads stuveribolags hus
Halmstads stuveribolags hus, numera benämnt Kaptenshamn, är en byggnad i Järnvägsparken i Östra förstaden i Halmstad. Den ritades av Uno Forthmeiier och uppfördes 1912. Den är ett tvåvåningshus i rött tegel med brant tegeltak.
Huset byggdes 1912 som kontor för Halmstads Stuveri AB. På taket sitter en flöjel med ett grinande drakhuvudet i kopparplåt.
Stuveribolaget flyttade så småningom till Sibiriegatan i den nyanlagda hamnen vid Nissans utlopp, varvid byggnaden i Östra förstaden såldes. Den används sedan 2011 som hotellet och vandrarhemmet Kaptenshamn.

## Bildgalleri

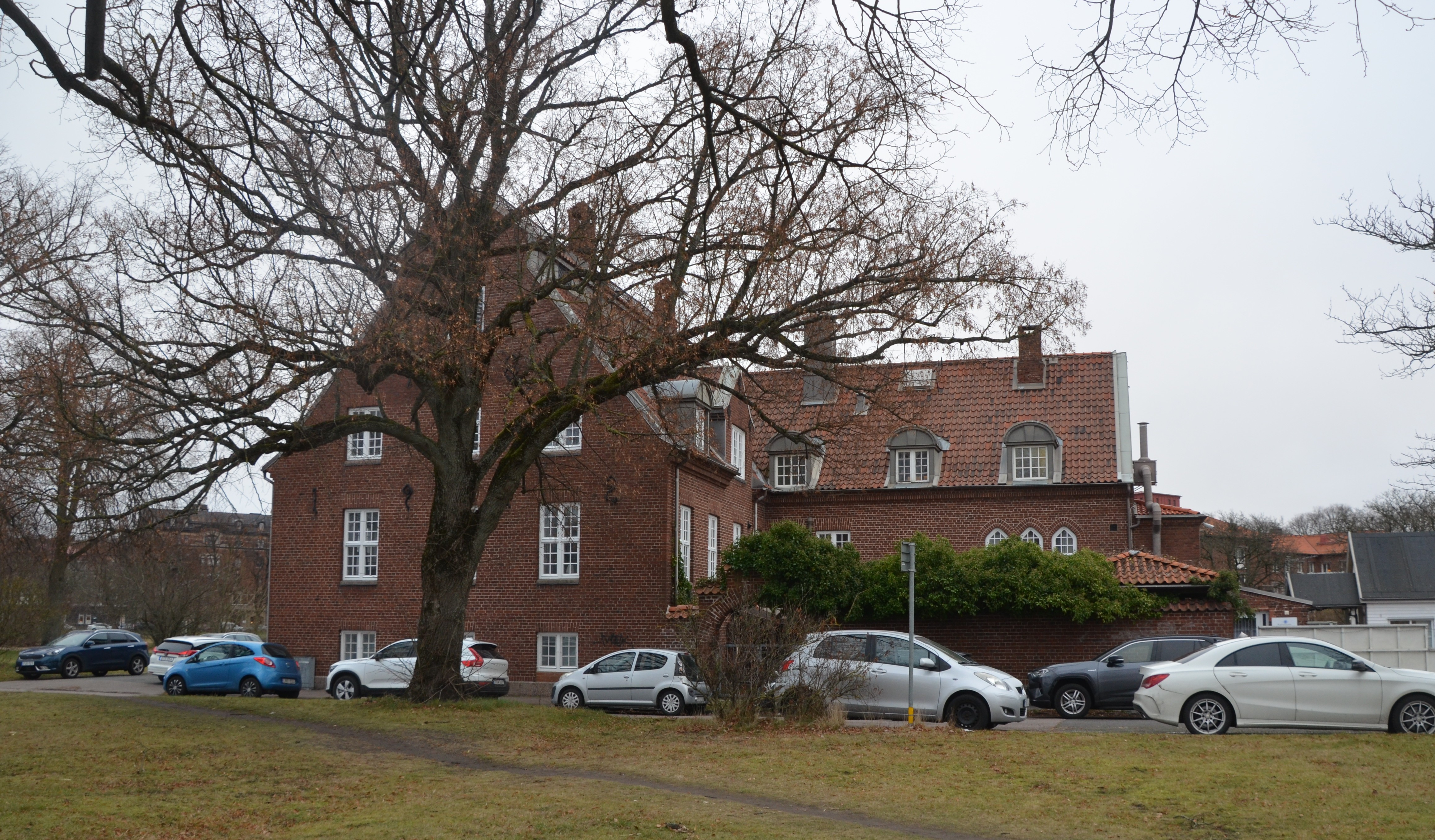
Stuveribolagets byggnad
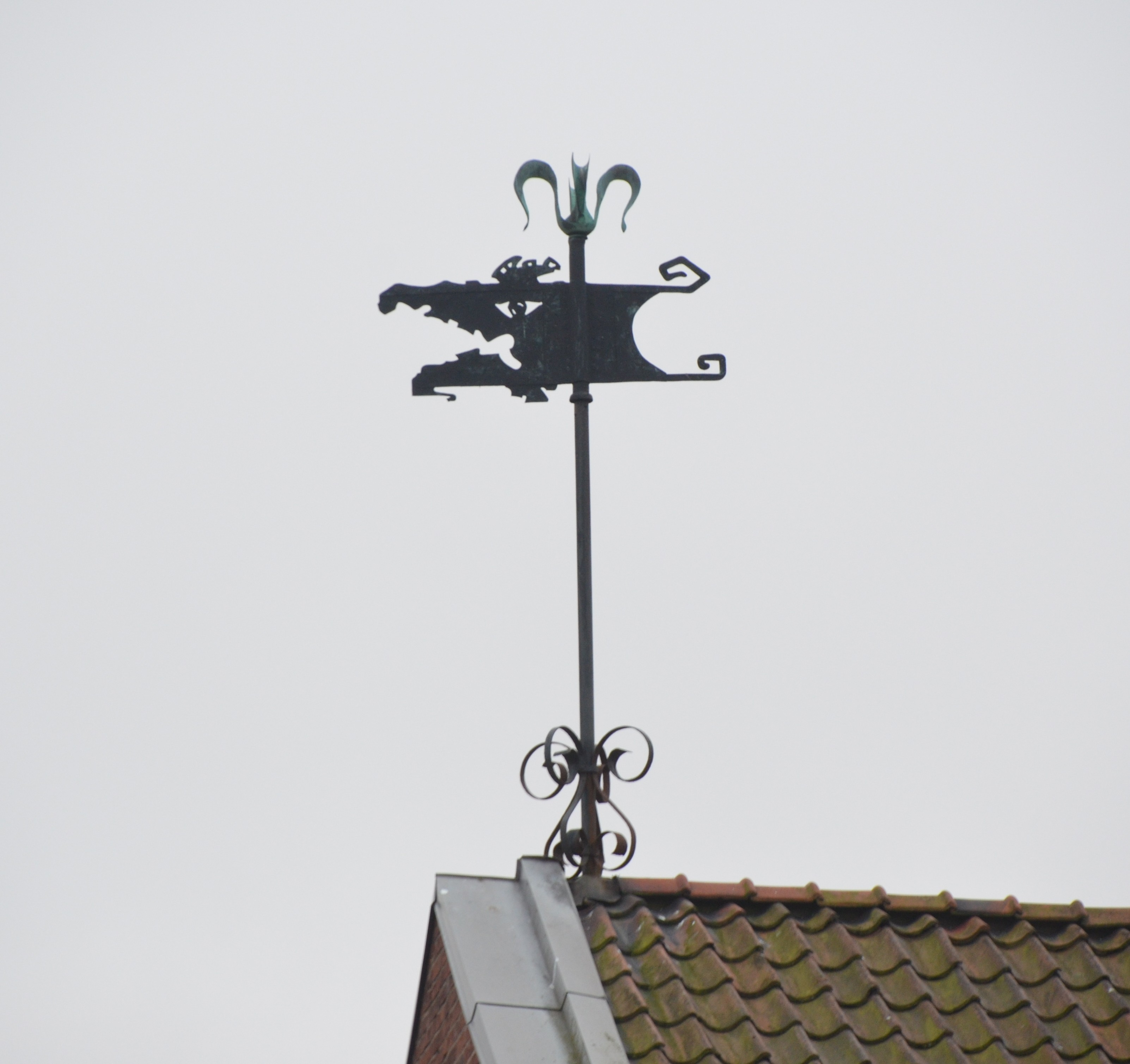
Vindflöjel